# 卡斯蒂利亞聯合王國
卡斯提亞聯合王國（西班牙语：Corona de Castilla；拉丁语：Corona Castellae）是伊比利亞半島上的複合君主國，形成于中世紀時期的1230年，由于费尔南多三世繼承了卡斯提亞王國、托莱多王国、雷昂王國和加利西亞王國的王位而產生。
1469年起，卡斯提亞聯合王國和亞拉岡聯合王國又形成共主邦聯，由天主教雙王聯合統治。1516年哈布斯堡家族的繼承人神聖羅馬皇帝查理五世以与其母胡安娜女王共治的名义同時繼承了這兩個王位，称卡洛斯一世，但事实上胡安娜被关在一家修道院里，卡洛斯独自执政。1555年胡安娜驾崩后卡洛斯成为唯一君主。
18世紀上葉，來自波旁家族的费利佩五世贏得了西班牙王位繼承戰爭，隨著他的新基本法令的頒布，卡斯提亞聯合王國和亞拉岡聯合王國開始逐漸接近一個統一的西班牙。

## 历史

#### 卡斯蒂利亚与莱昂

##### 走向统一
莱昂王国起源于阿斯图里亚斯王国，而卡斯蒂利亚王国是作为莱昂王国的一个郡而出现。10世纪下半叶至11世纪上半叶，卡斯蒂利亚王国在莱昂王国与纳瓦拉王国之间易手。11世纪中期，卡斯蒂利亚王国成为一个独立的国家。
这两个国家曾经两次统一过：
- 第一次统一实在1037年至1065年在莱昂的斐迪南一世统治之下。他死后，各国又陷入分裂状态。莱昂王位传给了他的儿子阿方索六世，卡斯蒂利亚的王位传给了桑乔二世，加利西亚王国的王位传给了加西亚二世。
- 第二次统一是于1072年至1157年在阿方索六世、乌拉卡和阿方索七世的统治下。1111年至1126年，加利西亚先是从阿方索七世统治下独立了出来。接着阿方索七世死后的1157年，各国被他的儿子瓜分，费尔南多二世得到了莱昂与桑乔三世的卡斯蒂利亚。

##### 占领纳瓦拉西部
1199年至1201年，在阿方索八世的领导下，卡斯蒂利亚的军队入侵了纳瓦拉。此后，卡斯蒂利亚吞并了阿拉瓦、杜兰加尔、吉普斯夸及包括了圣塞瓦斯蒂安及维多利亚。

### 从斐迪南三世至卡洛斯一世时代的卡斯蒂利亚

#### 斐迪南三世统治下的卡斯蒂利亚

卡斯蒂利亞聯合王國領地的擴張

斐迪南三世于1217年从他的母亲卡斯蒂利亚女王贝伦加利亚那里获得了卡斯蒂利亚的王位，并于1230年从他的父亲阿方索九世那里继承了莱昂王位。从那时起，卡斯蒂勒被名义上统一。后来，斐迪南三世征服了瓜达尔基维尔河，他的儿子阿方索十世则从穆斯林手中取得了穆尔西亚,进一步扩张了卡斯蒂勒的版图。鉴于此，后世的卡斯蒂勒君主都自称为“卡斯蒂利亚、莱昂、托莱多、加利西亚、穆尔西亚、哈恩、科尔多瓦、塞维利亚国王以及比斯开与莫利纳的领主”与“阿斯图里亚斯亲王”。

### 科特与法典的结合
在斐迪南三世的统治下，卡斯蒂勒几乎完全统一，此时的莱昂议会与卡斯蒂利亚议会已经完全统一。议会分为三个等级，分别对应贵族、神职人员与市民，包括卡斯蒂利亚、莱昂、加利西亚、托莱多和巴斯克省的代表。最初，议会里代表各市的人数不多，直至胡安一世设置能永久派代表的城市，这些城市有布尔戈斯、托莱多、莱昂、塞维利亚、科尔多瓦、穆尔西亚、哈恩、萨莫拉、塞哥维亚、阿维拉、萨拉曼卡、昆卡、托罗、巴利亚多利德、索里亚、马德里和瓜达拉哈拉（格拉纳达于1492年被征服后方才加入）。   
在阿方索十世的统治下，两国会议通常是联合举行的。1258年，巴利亚多德的议会是由卡斯蒂利亚、埃斯特雷马杜拉和莱昂代表（de Castiella e de Estremadura e de tierra de León）。1261年，塞利维亚的议会由卡斯蒂利亚、莱昂和所有其他王国代表（de Castiella e de León e de todos los otros nuestros Regnos)。1301年，布尔戈斯的议会由卡斯蒂利亚和萨莫拉的莱昂代表，但议会的代表要求从那时统一议会。
尽管各个王国和城市最初保留了各自的议会历史权利，包括卡斯蒂利亚的旧城（Viejo Fuero de Castilla）和卡斯蒂利亚、莱昂、埃斯特雷马杜拉和安达卢西亚市议会。一个统一的新法律应被颁发。但是最新的西班牙民法典 Código Civil Español却在1899年才被颁发。

### 西班牙语和大学
在13世紀，萊昂和卡斯蒂利亞王國充滿各種語言，其中包括卡斯蒂利亞語、萊昂語、巴斯克語和加利西亞-葡萄牙語。但是，經過幾世紀的發展，卡斯蒂利亞語作為文化和交流語言的地位越來越突出。其中一個例子是《熙德之歌》。
在斐迪南三世的晚年開始，卡斯蒂利亞語就已經用於一些重要公文上，例如在科爾多瓦回教徒治下的人所使用的法律，《西哥特法典》。要到了阿方索十世，卡斯蒂利亞語才獲得官方地位。自此，所有公文都使用卡斯蒂利亞語。而阿拉伯語的法律及政府文件也不再譯作拉丁語而是譯作卡斯蒂利亞語。
一些學者認為，卡斯蒂利亞語取代了拉丁語是因為新語言的強勢，而另一些學者則認為，這是因為講希伯來語的知識分子對基督教會的語言拉丁語反感。
1492年天主教雙王統治年間，安東尼奧·德·內夫里哈出版了首部《卡斯蒂利亞語語法》。卡斯蒂利亞語於16世紀伴隨征服者傳入美洲。因為卡斯蒂利亞語於西班牙王權統治地的重要地位，它獲得了「西班牙語」的稱呼。
而且，13世紀國內建立了許多大學，並以卡斯蒂利亞語授課，例如萊昂的薩拉曼卡大學，卡斯蒂利亞的帕伦西亚大學和巴利亞多利德大學，都是一些歐洲最早期的大學。

### 特拉斯塔马拉王朝的崛起
阿方索十一世死後，兩個王子彼得（佩德羅一世）和特拉斯塔馬拉領主恩里克相互爭奪王位，並且捲入英法百年戰爭。阿方索十一世娶了葡萄牙的瑪麗亞並誕下了佩德羅王子，但也與古斯曼的埃莉諾誕下了一些私生子，包括先前提到的恩里克。佩德羅登基後恩里克馬上向他挑戰。
兩兄弟都自稱為王，鬥爭之下，佩德羅一世與威爾斯親王「黑太子愛德華」結盟。1367年，黑太子愛德華在納胡拉之戰打敗了恩里克二世的盟軍，讓佩德羅一世得以掌控全國。但是，黑太子愛德華發現佩德羅一世不願意向他支付補償，決定離開卡斯蒂利亞，讓流亡法國的恩里克有機可乘，重啟戰端。最終恩里克於1369年蒙鐵爾戰役勝出，並殺了佩德羅一世。
1371年，黑太子愛德華的弟弟岡特的約翰，第一代蘭開斯特公爵，迎娶了佩德羅一世的女兒康斯坦茨。1386年，他以妻子名義認領卡斯蒂利亞王位，因為1361年塞维利亚議會決議了康斯坦茨是王位合法繼承人。他領兵攻下拉科魯尼亞，並接連攻下聖地亞哥-德孔波斯特拉、蓬特韋德拉和維戈。他要求恩里克二世之子胡安一世讓位給康斯坦茨。
胡安一世反對，並反過來建議他兒子恩里克王子與岡特的約翰的女兒凱瑟琳成婚。雙方達成協議，並且為恩里克和凱瑟琳創立「阿斯圖里亞斯親王」的頭銜。王朝鬥爭結束，特拉斯塔馬拉王朝地位鞏固下來，並且與英格蘭達成了和平。

### 14世纪其与阿拉贡王权的关系

14世紀末的卡斯蒂利亞版圖。

恩里克三世在位期間，王室權力修復，蓋過強大的卡斯蒂利亞貴族。恩里克三世晚年將部分權力交給弟弟安特克拉勛爵費爾南多一世作為攝政，聯同他妻子凱瑟琳扶助年紀尚輕的胡安二世。1412年卡斯佩妥協方案之後，費爾南多離開卡斯蒂利亞成為阿拉贡國王。
媽媽死後，年僅14歲的胡安二世登位並娶下阿拉贡的瑪麗亞。委任權傾朝野的阿爾瓦羅·德·盧納作為攝政遭到多數卡斯蒂利亞貴族反對，以及一眾阿拉贡王子，費爾南多一世的兒子們，他們想奪取卡斯蒂利亞王位。這最終導致1429至1430年兩國開戰，阿爾瓦羅·德·盧納戰勝，將阿拉贡王子們逐出卡斯蒂利亞。

### 第二次继承之争
恩里克四世嘗試重建因為父親胡安二世而摧毀的王室與貴族關係，但以失敗告終。當他的第二任妻子葡萄牙的胡安娜王后誕下胡安娜公主，她被質疑是王后與國王的大臣之一，貝爾特蘭·德·拉庫伊瓦私通所生。
國王面對暴動的煎熬，以及貴族的壓力，只好簽署條約，將他同父異母的弟弟阿方索定為王位繼承人，排除胡安娜公主於順位之外。阿方索意外喪生後，恩里克四世簽署《吉桑多公牛條約》將同父異母的妹妹伊莎貝拉一世定為王位繼承人，條件是她要嫁給他指定的王子。

### 天主教二君：与阿拉贡王权的联合
1469年十月，伊莎貝拉一世與阿拉贡王儲斐迪南秘密在卡斯蒂利亚結婚。於是在1479年斐迪南成為阿拉贡國王斐迪南二世之後卡斯蒂利亚王權就與阿拉貢王權聯合了。但這個聯合要到了他的孫兒卡洛斯一世（神聖羅馬皇帝查理五世）才完成。斐迪南與伊莎貝拉有親戚關係，而且在未經教皇認可下結合。雖然伊莎貝拉很想與斐迪南結婚，但她在沒有教皇特准的情況下不願意成婚。最後，斐迪南的父親為兩人的結婚偽造了教皇特准。伊莎貝拉信以為真，於是成婚。真正的教皇特准後來才到達。後來教皇亞歷山大六世授予二人「天主教雙王」的稱號。
伊莎貝拉同父異母哥哥，恩里克四世認為此舉破壞了《吉桑多公牛條約》，因為條約說明伊莎貝拉必須嫁給他指定的人才能夠繼承卡斯蒂利亞的王位。恩里克希望與葡萄牙結盟而不是阿拉贡。於是他還是把他的女兒胡安娜公主封為王儲。當他於1474年駕崩，圍繞著誰來繼位的爭議發展成卡斯蒂利亞王位繼承戰爭。直到1479年伊莎貝拉派系獲勝。
在伊莎貝拉勝出內戰和斐迪南登上阿拉贡王位之後，兩國處於同一君主共治之中。但是，這只是共主邦聯，兩國行政某程度仍然分離，法律大體上都是各有各的。兩國議會保持分離，唯一共同的機構就是宗教裁判所。雖然頭銜已經是「卡斯蒂利亞、萊昂、阿拉貢和西西里的君主」，但斐迪南和伊莎貝拉都是各自管治各自的土地，雖然兩人都會共同作出決策。藉著中心的位置、更大的疆域（比阿拉貢大三倍）和更多的人口（430萬比阿拉貢100萬），卡斯蒂利亚成為聯盟之中強勢的一方。
收復失地運動之後，卡斯蒂利亚行政人員的勢力極為龐大。雙王需要彰顯權力於貴族和神職人員。為此他們成立了一個執法部門，Consejo de la Hermandad，俗稱「聖兄弟會」（Santa Hermandad），受僱於各省，由各省出資。他們也進一步打壓貴族，拆除封建城堡，禁止私鬥以及削減阿德蘭塔多（Adelantados，一個專為新佔領土而設的類似總督的軍職）的權力。雙王於1495年頒布《Consejo de las Órdenes》將軍事修會收編，加強皇室司法能力並削弱封建，並且將皇家審問院轉變為最高司法機構。王室也嘗試加強控制城市，並於1480年托雷多議會創立corregidores，國王代表，負責監督市議會。宗教上，他們重組修會並將教會各分支統一。他們強迫猶太人改信天主教，甚或乎送上宗教裁判所將他們處決。最終於1492年，雙王決定將不皈依者驅逐。據估計有50,000至70,000人被逐出卡斯蒂利亚。1502年起，他們開始向穆斯林人口下手。
1478年至1497年之間，雙王的軍隊征服了加那利群島當中三個島嶼，大加那利島、拉帕爾馬島和特內里費島。1492年1月2日，雙王進入了格拉納達阿爾罕布拉宮，標誌著「收復失地運動」完滿結束。同年，克里斯托弗·哥伦布航行將新發現的美洲土地宣稱屬於卡斯蒂利亚，開始征服新大陸。1497年，卡斯蒂利亚征服北非北方海岸的梅利利亞。在卡斯蒂利亚征服格拉納達王國後，它的注意力轉向地中海，而卡斯蒂利亚在阿拉贡對抗法國時出兵援助，接著於1504年為阿拉贡王權重奪。同年年底，11月26日，伊莎貝拉女王駕崩。

### 摄政时期——胡安娜一世
1504年伊莎贝拉一世驾崩后，王位传给其女胡安娜。胡安娜的丈夫为奥地利的菲利普。伊莎贝拉知道女儿可能有精神问题，故指定费尔南多在胡安娜“不想或不能履职时”摄政。1505年的《萨拉曼卡协定》决定政权由费利佩一世（即菲利普）、费尔南多五世和胡安娜分享。但得到卡斯蒂利亚贵族支持的费利佩与岳父关系恶劣，最后为了避免武装冲突，费尔南多放弃卡斯蒂利亚摄政权。
通过1506年的比利亚法菲拉协定，费尔南多回到亚拉冈，菲利普被认可为卡斯蒂利亚国王费利佩一世，胡安娜为共治君主。据协定，费尔南多不仅将卡斯蒂利亚政权让给女婿费利佩一世，还放弃了印度群岛的领主权，但扣留了印度群岛王国一半的收入。卡斯蒂利亚的胡安娜和费利佩立即在他们的头衔中加入了印度群岛、大西洋岛屿和大陆的王国。费利佩去世后，费尔南多在1507年重返成为胡安娜的摄政。1510年，费尔南多下令将胡安娜关在托德西利亚斯的圣克拉拉修道院。
1512年，卡斯蒂利亚-亚拉冈联军入侵纳瓦拉，比利牛斯山脉以南的纳瓦拉王国大部分地区被并入卡斯蒂利亚。

## 哈布斯堡王朝统治下的卡斯蒂利亚王权

### 卡洛斯一世
因为先人们的联姻和去世，卡洛斯一世得到了卡斯蒂利亚、亚拉冈及整个帝国的王权：
- 1506年父亲费利佩驾崩，他成为荷兰君主；
- 1516年外祖父亚拉冈的费尔南多二世驾崩，他以母亲胡安娜的共治摄政王名义获得亚拉冈和卡斯蒂利亚（及美洲殖民地）的统治权。胡安娜仍然被关在修道院里，只是名义上的女王。
- 1519年祖父马克西米利安驾崩，卡洛斯被选为神圣罗马帝国皇帝，故他一般称神圣罗马帝国皇帝卡尔五世。

卡斯蒂利亚人认为生于根特的卡洛斯一世是生于外国的国王，并不接纳。卡洛斯登基后授予佛兰芒人要职，用卡斯蒂利亚的钱充实朝廷。卡斯蒂利亚贵族和城市都处在发起捍卫自己权利的起事的边缘。许多卡斯蒂利亚人支持国王的弟弟、在卡斯蒂利亚长大的费尔南多登基。事实上，卡斯蒂利亚议会反对卡洛斯成为卡斯蒂利亚国王的想法。
1518年，巴利亚多利德的卡斯蒂利亚议会任命瓦隆人让·德·索瓦吉为总统。这在议会中引发了愤怒的抗议，议会拒绝让外国人参加其审议。尽管受到威胁，但代表布尔戈斯的胡安·德·祖梅尔领导的议会进行了抵制，并迫使国王尊重卡斯蒂利亚的法律，将所有外国人从重要的政府职位上免职，并学习讲卡斯蒂利亚语。在宣誓后，卡洛斯得到了60万杜卡特的补贴。
卡洛斯意识到，他可以选择成为皇帝，需要将自己的权力强加于卡斯蒂利亚，以获取其财富，实现自己的帝国目标。来自美洲的财富来自卡斯蒂利亚，卡斯蒂利亚是16世纪欧洲最有活力、最富有、最先进的地区之一。它开始意识到自己可能被吸收进一个帝国。这一点，加上卡洛斯背信弃义，只会加剧对国王的敌意。1520年，托莱多议会否决了对国王的进一步补贴。圣地亚哥德孔波斯特拉的议会也做出了同样的决定。最后，当议会在科鲁尼亚举行时，许多议员受到贿赂，其他人被拒绝入场，结果补贴获得批准。投赞成票的成员遭到卡斯蒂利亚人民的袭击，他们的房屋被烧毁。议会并不是卡洛斯遇到的唯一反对者。1520年，当他离开卡斯蒂利亚时，卡斯蒂利亚的公社暴动战争爆发了，暴动者释放胡安娜并意图推举为唯一女王，废黜卡洛斯，但胡安娜虽然同情他们却不愿儿子被废，未以女王身份签署文件表达支持。一年后（1521年），暴动者被击败。他们失败后，议会沦为一个纯粹的咨询机构。为防胡安娜再被反对者利用，卡洛斯继续将她关在修道院里直到1555年驾崩，此后卡洛斯成为西班牙唯一君主。

### 费利佩二世的皇室政策
费利佩二世延續了卡洛斯一世的政策，不同的是他讓卡斯蒂利亞成為西班牙帝國的核心，所有權力集中於馬德里。其他西班牙地區保持某程度自治權，由總督管轄。
實際上，從卡洛斯一世時期開始帝國的財政壓力就已經主要壓在卡斯蒂利亞上，但到了费利佩二世開支翻了四倍。在他任內，不但把已有稅項加重，還創造了更多稅項，當中包括1567年出台的《excusado》。出台該稅則的同年，费利佩頒布《La Pragmática》，強迫所有摩里斯科人拋棄所有摩爾傳統習俗而成為真正的天主教徒。這打壓了摩里斯科人的宗教、語言和文化自由，導致摩里斯科叛亂（1568–1571），由奧地利的唐胡安所平定。
1575年卡斯蒂利亞進入衰退期，全西班牙隨後，觸發了欠薪（影響全國三分之一）。1590年議會通過《millones》，一項食品稅。這透支了卡斯蒂利亞的城市並阻礙了經濟。1596年，再度觸發欠薪。

### 后来的哈布斯堡君主
以前在各國國家機構的職位都是由受過教育的紳士掌握。费利佩二世的官員正常來說不是來自阿爾卡拉大學就是來自薩拉曼卡大學，但到了费利佩三世貴族再次掌握治國的權利。為了彰顯新的管理秩序西班牙出現了種族清洗。繼宗教屠殺後费利佩於1609年宣佈驅逐摩里斯科人。
面對國庫崩潰，為了維持费利佩四世下的西班牙帝國霸權，奧利瓦雷斯伯-公爵，1621年至1643年的首席大臣，進行了一系列改革。當中包括《Unión de Armas》，建構一支擁有140,000後備兵的新軍。國家每一區都要按比例提供市民作為人手保持兵力。他的整合目標失敗，西班牙王權仍然是王國間的的聯盟。
路易斯·門德斯·德·哈羅接替奧利瓦雷斯擔任1659年至1669年费利佩四世的首席大臣。這是為了化解他的前任所造成的內部衝突（葡萄牙、卡泰羅尼亞和安達魯西亞都有叛亂）以及締造歐洲和平。
1665年费利佩四世死後，無能的卡洛斯二世執政，導致西班牙經濟放緩以及各權臣的權力鬥爭。1700年卡洛斯二世死後絕嗣，引發了西班牙王位繼承戰爭。
戰爭之後，所有領土統一成一個國家，由西班牙王室統治。
1. ↑  Reilly, Bernard F. . Cambridge University Press. 1993: 139  [11 October 2019]. ISBN 9780521397414. （原始内容存档于2020-08-04） （英语）. The new kingdom of Castile had roughly tripled in size to some 335,000 square kilometers by 1300 but, at the same time, its population had increased by the same factor, from one to three millions, so that the average density remained steady at about 8.5 persons per square kilometer.